# 메이드 비버

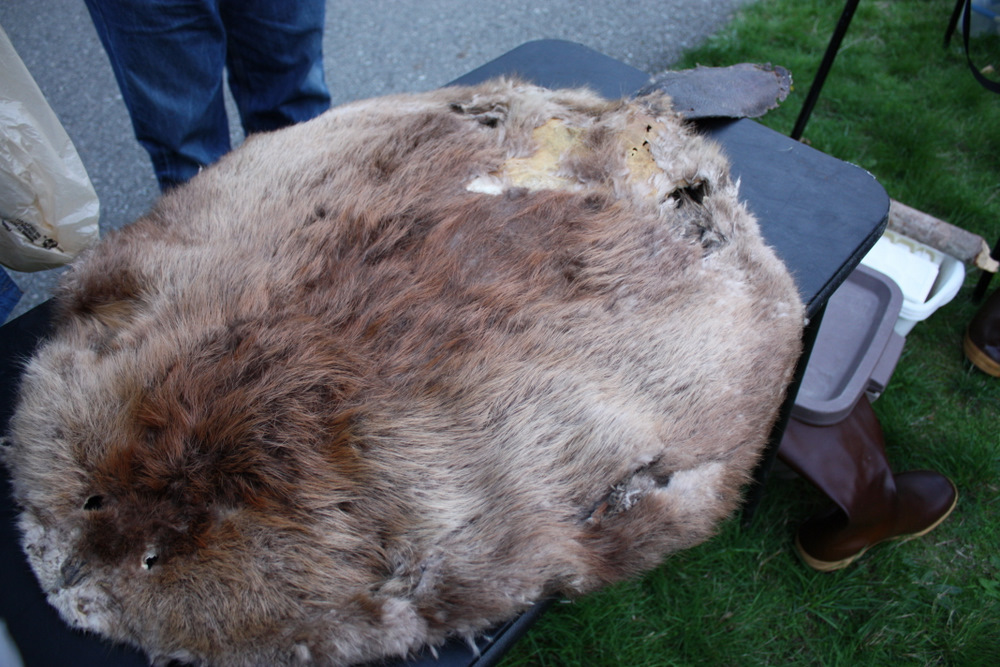
비버 가죽의 모습

메이드 비버(영어: Made beaver, 비버 가공품)은 17세기 말~19세기 초 영국령 북아메리카의 영토 (현 캐나다)를 관리하던 허드슨 베이 회사 (HBC)에서 사용한 계산단위였다. 겨울철에 수집한 수컷 비버 가죽 한 개는 메이드 비버 하나와 같은 가치를 지녔다.

## 역사
17세기 북아메리카로 건너온 유럽인 어부들과 원주민들은 모피 무역에 종사했다. 어부들은 사냥꾼과 직접 거래하지 않고 오히려  원주민 중개업자와 상품을 거래했다. 허드슨만 회사 설립 이전의 프랑스 정착민과 원주민 상인들은 오타와강과 세인트로렌스강 인근에서 모피와 상품을 교환하였다.
1670년 잉글랜드의 허드슨 베이 회사 (HBC)가 설립되었다. HBC는 북미대륙에 여러 곳의 무역소를 세웠고 1718년에는 허드슨 만 유역의 모든 무역에 대한 독점권을 갖게 되었다.
영국은 캐나다에 처음 식민지 정착을 시작한 이래 250년에 달하는 세월 동안 표준 통화를 도입하지 않았다. 이는 당시 대부분의 무역이 물물교환을 통해 이루어졌기 때문이다. 따라서 상인들은 다양한 외국 동전을 상품가치 단위로 활용하였다. HBC도 이와 다르지 않았으나 원주민과 거래하기 위해 '메이드 비버' (made beaver), 즉 고품질 비버 가죽 한 개를 계산 단위로 정했던 것이다.

## 교환 방식
HBC가 운영했던 각 무역소에서는 비버 가죽과 기타 다양한 상품을 교환했다. 1795년에는 비버 가죽 1개로 칼 8개, 주전자 1개를 살 수 있었고, 총 한자루로 비버 가죽 10개를 살 수 있었다.
무역소 관리인은 실제 비버 가죽을 취급했을 뿐만 아니라, 메이드 비버라는 이름의 자체 발행한 동전도 교환하였다. 관리인들이 통에서 구리와 황동을 직사각형이나 원형으로 잘라내고 자신의 이니셜과 HBC라는 문자를 새겨서 동전을 제작하는 식이었다. 1854년~1870년에는 분수 단위의 화폐도 도입되어 1⁄2 비버, 1⁄4 비버 등의 동전도 등장했다.

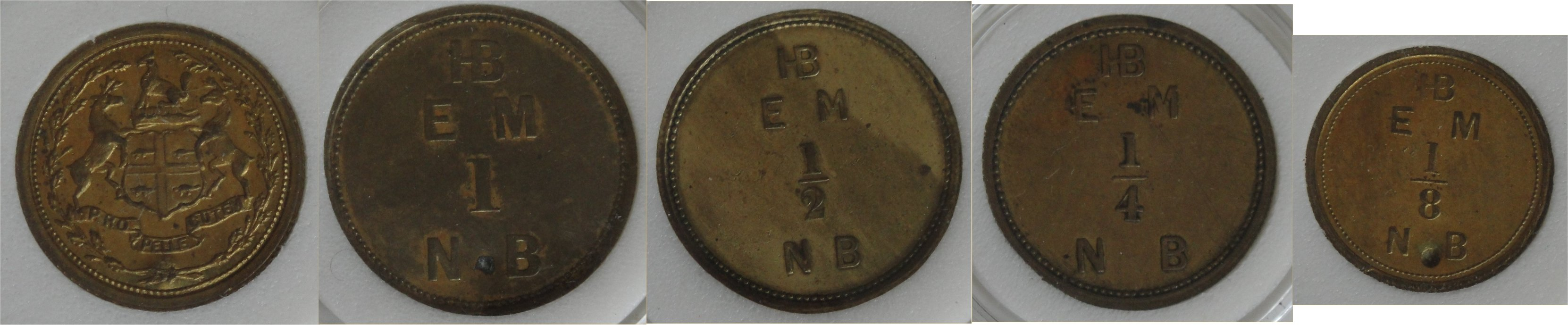
1854년경에 사용된 HBC 동전

HBC의 런던 본사 위원회에서는 무역소 관리인이 일관된 표준 교환비를 적용하도록 명령했다. 위원회는 또한 관리인으로 하여금 회계장부를 작성하도록 하여 자금내역을 추적하고 부정행위를 방지하도록 하였다. 메이드 비버는 공식 교환비와 상대 교환비라는 두 가지 기준을 적용하여 환전이 이루어졌다. 이러한 기준은 가격경쟁을 무마하고 이익을 극대화하며 관리자 간의 부정행위를 최소화하기 위해 제정되었다.
공식 교환비는 일반적으로 거래되는 모든 품목에 대해 메이드 비버의 가격으로 환산한 것에 해당된다. 예를 들어 3비버에 점토 항아리 하나를 팔라는 지시를 관리인에게 내리는 식이다. 상대 교환비는 원주민들이 물물교환을 위해 가져온 가죽 하나당 메이드 비버의 가치를 매기는 것이다. 예컨대 큼직한 고품질 비버 가죽 하나에 5메이드 비버를 산정하는 식이다.

## 사적 포획의 규제
HBC는 원래 무역소 관리인들이 사냥을 통해 모피를 직접 수집하는 것을 허용했다. 이를 통해 관리인의 추가 수입원을 확보할 수 있었다. 런던 본사의 위원회는 무역소 관리인들에게 모든 종류의 작은 모피를 수집하라는 지시를 내리기도 했다.
그러나 이후 런던 본사는 관리인들이 사적으로 구입한 저품질 모피와 비버 가죽을 교환하는 것을 막기 위해 기존 관행의 규제에 나섰다. 이에 따라 사적으로 보유한 모피는 전부 장부에 공개적으로 기록되어야 했다. 그리고 수집한 모피를 판매하려면 런던 본사를 통하도록 하였으며 이를 통해 얻은 수익의 절반이 관리인에게 돌아가도록 했다. 1770년에는 사적 포획이 금지되기에 이르렀다.
무역소 관리인들은 원주민들이 수집한 비버 가죽을 다양한 형태의 화폐로 교환할 수도 있었다. 예컨대 1실링은 1.42개의 비버 가죽과 교환할 수 있었고, 1개의 비버 가죽은 0.7실링에 구매할 수 있었다.
비버 가죽의 사적 거래를 억제하기 위한 노력의 일환으로 상선의 선장과 무역 관리인들에게는 금전적 인센티브가 제공되었다. 선장의 경우 월급 12파운드와 항해 1건당 추가급여 100파운드를 받았다. 비버 100마리를 거래할 때마다 관리인에게는 3실링, 선장에게는 1실링 6펜스가 지급됐다. 관리인은 연봉 130파운드를 지원받았다. 관리인이 사기를 저지르거나 사적 거래에 관여, 또는 비버 가죽을 저품질로 바꿔치기한 것이 적발된다면 급여 환수 조치가 내려졌다.
1821년 비버 개체수가 급격히 감소하자 영국의 무역 관리인들은 어린 비버의 가죽 매매를 중단하였다. 이에 메이드 비버라는 계산 단위의 활용도 점차 줄어들게 되었다.